# Luise Vosgerchian
Luise Vosgerchian (* 9. November 1922 in Watertown/Massachusetts; † 13. März 2000 in Acton/Massachusetts) war eine US-amerikanische Pianistin und Musikpädagogin.

## Leben
Vosgerchian war die Tochter armenischer Einwanderer. Sie studierte bis 1945 am New England Conservatory of Music. 1949 ging sie nach Paris, wo sie neben ihrer Konzerttätigkeit auch Komposition bei Nadia Boulanger studierte. 1956 kehrte sie zurück nach Boston und begann, an der Brandeis University zu unterrichten. Ab 1959 unterrichtete sie am Musikdepartment der Harvard University, das sie zeitweise auch leitete. Ab 1971 bis zu ihrer Emeritierung 1990 hatte sie die Naumburg-Professur inne. Unter anderem gab sie einen für alle Musikstudenten verbindlichen Musiktheoriekurs. 
Ihr prominentester Student war Yo Yo Ma, der in einem Interview mit der Harvard Gazette sagte: „What I do today is precisely because of what Luise was able to give me in those years we worked together.“ Unter anderem studierten auch Allison Charney, Martha Babcock, John Adams, Bobby McFerrin, Bob Telson, Sally Pinkas, Stephen Pruslin und Richard St. Clair bei ihr. Als Pianistin trat sie mehrere Jahre mit dem Boston Symphony Orchestra unter Sergei Kussewizki und Charles Münch auf.